# Georg Freiherr von und zu Franckenstein
Georg Freiherr von und zu Franckenstein (* 20. August 1898 in Nördlingen; † 27. März 1965 in Würzburg) war ein deutscher Großgrundbesitzer und Politiker (CSU).

## Familie
Johann Georg Karl Arbogast Maria Joseph Antonius Aloysius Benediktus Bernhard Moriz Alfred von und zu Franckenstein war eines von fünf Kindern von Moritz von und zu Franckenstein (1869–1931) und dessen erster Gattin Maria Pia Gräfin zu Stolberg-Stolberg (1870–1913).
Er heiratete am 1. Dezember 1925 in Wien Caroline Prinzessin von Schönburg-Hartenstein; aus der Ehe entstammten fünf Töchter und ein Sohn. Der Familiensitz befand sich auf Schloss Ullstadt in Mittelfranken.

## Leben
Georg von und zu Franckenstein besuchte das humanistische Gymnasium in Ettal. Während des Ersten Weltkriegs war er Frontsoldat, ehe er als Leutnant entlassen wurde. Nach dem Krieg studierte er an der Universität Würzburg und der landwirtschaftlichen Hochschule Hohenheim (Diplom-Landwirt). Nach verschiedenen Praktika in der Landwirtschaft übernahm er 1931 die Verwaltung der familieneigenen land- und forstwirtschaftlichen Betriebe. Während des Zweiten Weltkriegs wurde er zweimal einberufen und wurde beim Ersatzheer in Bamberg und in Frankreich eingesetzt. Er war Mitbegründer des Bayerischen Bauernverbandes sowie Präsident der Gesellschaft für Fränkische Geschichte katholischer Edelleute in Bayern. Er engagierte sich für die Pferdezucht und war Mitbegründer und erster Vorsitzender des Besamungsvereins Neustadt/Aisch-Scheinfeld.
1957 wurde er von Kardinal-Großmeister Nicola Kardinal Canali zum Ritter des Ritterordens vom Heiligen Grab zu Jerusalem ernannt und am 30. April 1957 in München durch Lorenz Jaeger, Großprior der deutschen Statthalterei, investiert. Er gehörte der Komturei Nürnberg an. Seine Frau Caroline wurde 1964 Mitglied des Ordens.

### Politik
Franckenstein wurde 1945 von der US-amerikanischen Militärregierung zum Landrat des Landkreises Scheinfeld ernannt, in diesem Amt wurde er zweimal bei Wahlen bestätigt. 1946 war er Kandidat der Christlich-Sozialen Union in Bayern (CSU) für die Verfassunggebende Landesversammlung.
Vom 27. November 1950 bis zu seinem Tod gehörte er dem Landtag an, stets direkt gewählt im Stimmkreis Scheinfeld – Neustadt/Aisch:
- Mitglied des Bayerischen Landtags in der 2. Wahlperiode (11. Dezember 1950 bis 23. November 1954)
- Mitglied des Bayerischen Landtags in der 3. Wahlperiode (13. Dezember 1954 bis 12. November 1958)
- Mitglied des Bayerischen Landtags in der 4. Wahlperiode (4. Dezember 1958 bis 25. Oktober 1962)
- Mitglied des Bayerischen Landtags in der 5. Wahlperiode (7. Dezember 1962 bis 9. November 1966; beendet mit seinem Tod am 27. März 1965)

Er war in folgenden Ausschüssen aktiv:
- Ausschuß für die Geschäftsordnung (27. November 1950 bis 12. Dezember 1954)
- Ausschuß Bayern Pfalz (27. November 1950 bis 12. Dezember 1954)
- Ausschuß für Eingaben und Beschwerden (13. Januar 1955 bis 1. April 1957)
- Ausschuß zur Förderung des technischen Nachwuchses (1. April 1957 bis 3. Dezember 1958)
- Ausschuß zur Einbringung von Vorschlägen für die Verwaltungsvereinfachung (12. November 1957 bis 3. Dezember 1958)
- Ausschuß für Staatshaushalt und Finanzfragen (4. Dezember 1958 bis 27. März 1965)
- Ausschuß zur Information über Bundesangelegenheiten (7. Dezember 1962 bis 27. März 1965)

Sein Nachfolger im Abgeordnetenmandat nach seinem Tod war Hans Popp.